# Vittorio Cassar
Vittorio Cassar (vers 1550, Il-Birgu - 1607, Gozo) est un architecte maltais.

## Biographie
Vittorio Cassar est le fils de l'architecte Ġlormu Cassar et de Mattea Cassar. Dans les années 1570, sa famille déménage à Strada Pia (maintenant Melita Street) dans la capitale nouvellement construite La Valette où son père a conçu de nombreux bâtiments.
Il a été accusé et condamné par l'Inquisition pour la pratique de la magie. Il semble qu'il ait été accusé de possession de livres interdits.
Si Vittorio Cassar n'est pas aussi connu que son père, il a cependant conçu quelques bâtiments publics, même si certains ont été construits plusieurs années après sa mort. On peut citer :
- Notre-Dame des Victoires, Senglea (1580)
- Église paroissiale Saint Philip, Żebbuġ (1599-1613)
- Tour Wignacourt, baie de Saint-Paul (1610)
- Tour Saint Lucien, Marsaxlokk (1610-1611)
- Tour Saint Thomas, Marsaskala (1614)
- Assomption de Marie, Birkirkara (1617-1655)
- Tour de Sainte Marie, Comino (1618)

Cassar meurt en 1607 sur l'île de Gozo. Il est enterré dans la chapelle Sainte Barbara à l'intérieur de la Citadelle de Gozo.

## Sources
- (en) Cet article est partiellement ou en totalité issu de l’article de Wikipédia en anglais intitulé « Vittorio Cassar » (voir la liste des auteurs).